# کوجالق
کوجالق (به لاتین: Kujalleq) یک منطقهٔ مسکونی در گرینلند است. کوجالق ۳۲٬۰۰۰ کیلومتر مربع مساحت و ۶٬۴۳۹ نفر جمعیت دارد.

## خواهرخوانده
شهرهای آرهوس، Kolding Municipality و کولدینگ خواهرخوانده‌های کوجالق هستند.